# Романов-Ильинский, Михаил Павлович
Михаил Павлович Романов-Ильинский (род. 3 ноября 1959, Палм-Бич) — американский фотограф, меценат и благотворитель, прямой потомок Дома Романовых. Сын американского политика князя Павла Дмитриевича Романова-Ильинского и Анжелики Кауффман.
С 1 октября 2023 года — глава канцелярии Высшего монархического совета.
С 2011 года являлся вице-президентом, с августа по декабрь 2017 года — президент Объединения членов рода Романовых.

## Биография
Родился 4 января 1961 года в Палм-Бич, штат Флорида, в семье князя Павла Дмитриевича Романова-Ильинского и Анжелики Кауффман. Закончил Indian Hill High School в 1979 году в городе Цинциннати. Получив наследство в 18 лет, он вел довольно веселую жизнь, пока не попал в 1982 году в автомобильную аварию, в которой он чудом выжил. После этого остепенился и стал посвящать больше времени работе и семье. Михаил Павлович профессиональный фотограф, специализируется на изображении портрета и моделирования. Также является неофициальным историком в своей семье. Впервые посетил Россию в 1989 году. С 1998 года является членом Объединения членов рода Романовых, а с 2011 года стал вице-председателем этой организации. Михаил Павлович активно принимает участие в деятельности семьи. Является членом Клуба друзей музея-заповедника «Царское Село». В настоящее время живёт в пригороде Цинциннати, штат Огайо.

## Брак и дети
4 ноября 1989 года в Цинциннати женился на Пауле Майер (р. 1.09.1965), дочери Джека Майера и Бланш Фриш. В этом браке родилась одна дочь:
- Княжна Алексис Михайловна Романова-Ильинская (р. 1.03.1994).

В 1996 году супруги развелись. 21 мая 1999 года женился на Лизе Марии Шислер (р. 17 мая 1973). В 2001 году супруги развелись. 13 мая 2010 года в Цинциннати женился на Деборе Гибсон (р. 20 апреля 1963). Поскольку ни у Михаила Павловича, ни у его старшего брата Дмитрия Павловича нет сыновей, то с их смертью, и в случае бездетности Кн. Г. А. Юрьевского (правнук Александра II), мужская ветвь «Александровичей» рода Романовых пресечётся.